# ギジェルモ・スビアブレ
ギジェルモ・スビアブレ・アストーガ（Guillermo Subiabre Astorga、1903年2月25日 - 1964年）は、チリのサッカー選手。ポジションはFW。
チリ代表として出場した1930年のウルグアイW杯では、3試合で4ゴールを挙げている。7月16日にエスタディオ・パルケ・セントラル（モンテビデオ）で行われたメキシコ戦では前半3分に先制ゴールを挙げ、チリ代表史上初のW杯得点者となっている。

## 所属クラブ
- CSDコロコロ
- サンチアゴ・ワンダラーズ